# Pseudotracylla falcata
Pseudotracylla falcata är en svampart som beskrevs av Lori M. Carris 1992. Pseudotracylla falcata ingår i släktet Pseudotracylla, divisionen sporsäcksvampar och riket svampar.   Inga underarter finns listade i Catalogue of Life.